# Fowler's Ghost

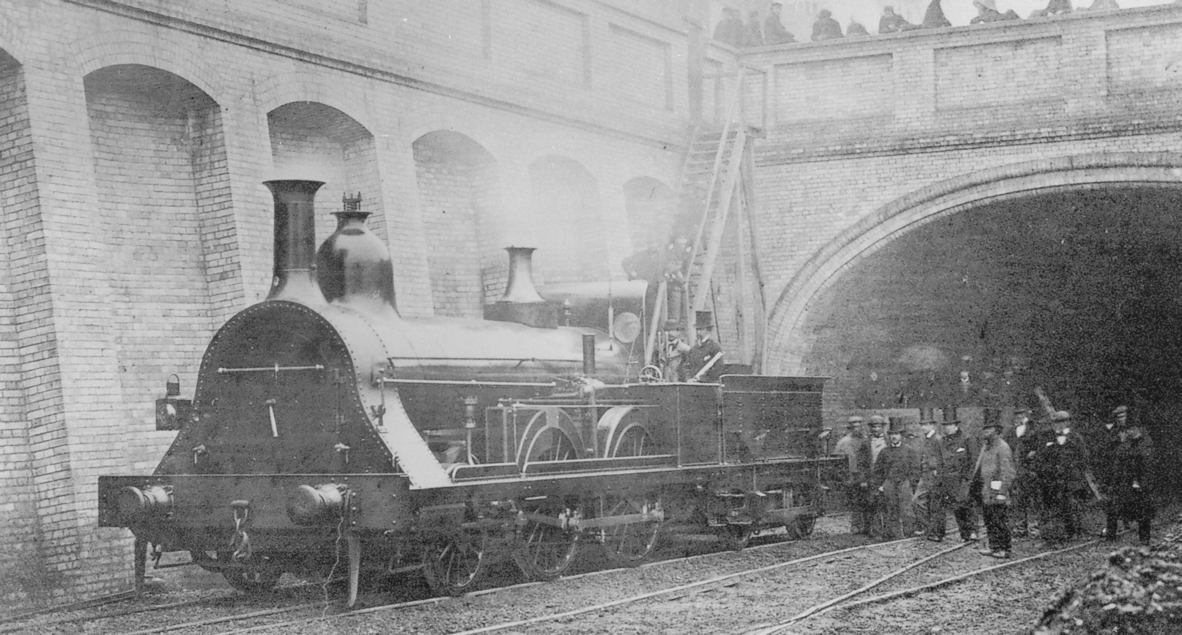
Locomotora sin fuego de Fowler en Edgware Road, octubre de 1862. Esta es la única imagen conocida de la locomotora.

Fowler's Ghost ("El Fantasma de Fowler" en español) es el apodo que se le da a una locomotora de vapor experimental sin fuego del tipo 2-4-0, diseñada por el ingeniero John Fowler y construida en 1861 para su uso en el Ferrocarril Metropolitano, la primera línea del que luego sería el Metro de Londres. La locomotora de vía de gran ancho utilizaba técnicas de recondensación de los gases de escape y disponía de una gran cantidad de ladrillos refractarios para retener el calor y evitar así la emisión de humo y de vapor en los túneles.
Después de las pruebas en el Great Western Railway en 1861 y en Londres en 1862, la locomotora se consideró un fracaso. En su primera prueba estuvo a punto de explotar y nunca se superaron los problemas de vaporización y retención de presión. Se vendió en 1865 con la intención de convertirla en una locomotora de vapor convencional, pero se acabó desguazando en 1895.
La locomotora fue considerada una vergüenza para su diseñador, el respetado ingeniero John Fowler (quien luego diseñó el famoso puente de Forth en Escocia), y su existencia fue negada durante muchos años. El apodo "Fowler's Ghost" se lo dio The Railway Magazine en un artículo retrospectivo publicado en enero de 1901, y posteriormente se convirtió en el nombre de referencia estándar para la máquina.

## Diseño
El Ferrocarril Metropolitano fue diseñado para atravesar túneles excavados en trinchera. En un comité parlamentario selecto sobre ferrocarriles formado en 1855, Fowler había declarado su intención de "comenzar con nuestra caldera llena de vapor y agua con tal capacidad y con tal presión que será capaz de realizar su viaje de un extremo a otro". Para evitar problemas con el humo y el vapor que dificultaban la respiración del personal del ferrocarril y de los pasajeros en las secciones cubiertas, Fowler propuso una locomotora "sin fuego" única. Sin embargo, los primeros experimentos realizados con estas locomotoras equipadas con acumulador de vapor no habían tenido éxito.
La locomotora fue construida por Robert Stephenson and Company en su fábrica de Newcastle upon Tyne, habiendo sido diseñada para vías de gran ancho, con una disposición de ruedas 2-4-0, y con ténder. La caldera tenía un fogón normal conectado a una cámara de combustión grande que contenía una gran cantidad de ladrillos refractarios que debían actuar como acumuladores de calor.
La cámara de combustión estaba unida a la caja de humos a través de un conjunto de tubos de fuego muy cortos. El vapor de escape se volvía a condensar en lugar de dejarse escapar, y se devolvía a la caldera. La locomotora estaba destinada a operar convencionalmente al aire libre, pero en los túneles se activaban los apagadores y se debería generar vapor utilizando el calor almacenado procedente de los ladrillos refractarios.

## Ensayos
Como el Ferrocarril Metropolitano aún estaba a dos años de su finalización, la primera prueba se llevó a cabo en las vías de gran ancho del Great Western Railway en octubre de 1861, concretamente en un tramo cercano a la estación de Hanwell. La prueba fue un fracaso, y la locomotora solo fue capaz de completar 7,5 millas (12,1 km) utilizando el calor acumulado. El sistema de condensación tenía fugas, lo que provocó que la caldera se vaciara y que la presión del vapor cayera. Como resultado, las bombas de alimentación de la caldera se atascaron, creando una situación peligrosa en la que la caldera podría haberse sobrecalentado y explotar.
En las locomotoras de carbón convencionales, el procedimiento normal sería dejar caer el carbón encendido sobre la vía para evitar la explosión, pero no se habían tomado medidas para descargar los ladrillos refractarios que proporcionaban la mayor parte del calor. Evidentemente, se evitó por poco una explosión. Después de una segunda prueba fallida en el Ferrocarril Metropolitano entre King's Cross y Edgware Road en 1862, se canceló el trabajo de desarrollo de la locomotora. Cuthbert Hamilton Ellis señaló que la locomotora "era una realización fina y robusta, pero el problema era que su caldera no solo se abstenía de producir humo, sino que también producía muy poco vapor".
La locomotora se vendió a Isaac Watt Boulton en 1865, que tenía la intención de convertirla en una máquina estándar y encargó los planos para instalarle una nueva caldera convencional y su conversión al ancho estándar. Sin embargo, la conversión quedó incompleta cuando el negocio de alquiler de locomotoras de Boulton dejó de operar en 1894. La locomotora finalmente fue desguazada por Beyer Peacock en 1895.